# Mopreme
Mopreme (nacido en 1969 como Maurice Harding), primeramente conocido como Wycked, es un rapero de la costa oeste. Es el hermanastro del famoso rapero fallecido Tupac Shakur e hijo de Mutulu Shakur. Su primera aparición con su hermano fue en el vídeo del sencillo "Papa'z Song", en 1993, del álbum Strictly 4 My N.I.G.G.A.Z. También fue miembro de los grupos Thug Life y Outlawz, de este último fue el primer miembro y lo abandonó al igual que a Death Row Records por razones financieras. Demandó que Suge Knight le impedía ver a su hermano.
Mopreme puede ser visto en una entrevista en el documental "Biggie & Tupac".
- Datos: Q1352765